# (6563) Steinheim
(6563) Steinheim es un asteroide perteneciente al cinturón de asteroides, región del sistema solar que se encuentra entre las órbitas de Marte y Júpiter, descubierto el 11 de diciembre de 1991 por Freimut Börngen desde el Observatorio Karl Schwarzschild, en Tautenburg, Alemania.

## Designación y nombre
Designado provisionalmente como 1991 XZ5. Recibe su nombre de un cráter de impacto en el suroeste de Alemania, a 10 km al oeste de la ciudad de Heidenheim, en el río Brenz. El borde del cráter tiene un diámetro de 4 km y su montículo central se llama Steinhirt-Klosterberg. El cráter Ries, más grande y famoso, se encuentra a unos 40 km de distancia. Ambos impactos tienen una edad de 14,8 millones de años y es muy probable que se formaran simultáneamente por un objeto que se fragmentó.

## Características orbitales
Steinheim está situado a una distancia media del Sol de 2,296 ua, pudiendo alejarse hasta 2,450 ua y acercarse hasta 2,142 ua. Su excentricidad es 0,067 y la inclinación orbital 5,887 grados. Emplea 1270,73 días en completar una órbita alrededor del Sol.

## Características físicas
La magnitud absoluta de Steinheim es 14,36. Tiene 3,330 km de diámetro y su albedo se estima en 0,400.